# Бороджа
Бороджа (рум. Borogea) — село у повіті Мехедінць в Румунії. Входить до складу комуни Хуснічоара.
Село розташоване на відстані 253 км на захід від Бухареста, 20 км на схід від Дробета-Турну-Северина, 80 км на північний захід від Крайови.

## Населення
За даними перепису населення 2002 року у селі проживали 96 осіб, усі — румуни. Усі жителі села рідною мовою назвали румунську.